# Moghānak-e Soflá
Moghānak-e Soflá (persiska: مُغانَكِ پاعين, مُغانَك سُفلَى, Moghānak-e Pā‘īn, مغانک سفلی) är en ort i Iran.   Den ligger i provinsen Lorestan, i den centrala delen av landet, 300 km sydväst om huvudstaden Teheran. Moghānak-e Soflá ligger 2 199 meter över havet och antalet invånare är 554.
Terrängen runt Moghānak-e Soflá är kuperad österut, men västerut är den platt.Runt Moghānak-e Soflá är det ganska glesbefolkat, med 29 invånare per kvadratkilometer. Närmaste större samhälle är Alīgūdarz, 15,7 km nordväst om Moghānak-e Soflá. Trakten runt Moghānak-e Soflá består i huvudsak av gräsmarker.